# Нажим
Нажим (пол. Narzym, нім. Wildenau) — село в Польщі, у гміні Ілово-Осада Дзялдовського повіту Вармінсько-Мазурського воєводства.
Населення — 1590 осіб (2011).
У 1975-1998 роках село належало до Цехановського воєводства.

## Демографія
Демографічна структура станом на 31 березня 2011 року:
|          | Загалом | Допрацездатний вік | Працездатний вік | Постпрацездатний вік |
| -------- | ------- | ------------------ | ---------------- | -------------------- |
| Чоловіки | 774     | 172                | 518              | 84                   |
| Жінки    | 816     | 179                | 476              | 161                  |
| Разом    | 1590    | 351                | 994              | 245                  |